# اد سالیوان
اد سالیوان (انگلیسی: Ed Sullivan؛ زاده ۲۸ سپتامبر ۱۹۰۱ درگذشته ۱۳ اکتبر ۱۹۷۴) یک تهیه‌کننده و شخصیت تلویزیونی اهل ایالات متحده آمریکا بود. وی بین سال‌های ۱۹۳۲ تا ۱۹۷۳ میلادی فعالیت می‌کرد.
از فیلم‌ها یا مجموعه‌های تلویزیونی که وی در آن‌ها نقش داشته‌است می‌توان به فریب‌خورده اشاره نمود.